# Дипилон
Дипило́н (др.-греч. Δίπυλον — «Двойные ворота» от др.-греч. δί-πυλη — с двумя воротами, также Фриасийские ворота, Θριάσιαι πύλαι, Κεραμεικού πύλαι) — ворота и район, расположенный у них, в северо-западной части древних Афин близ современной церкви Святой Троицы, выходившие из Керамика  на скрещение дорог. От ворот начиналась Священная дорога в Элевсин. Представляли собой укрепление, состоящее из параллельных стен, образующих подобие коридора с двумя воротами между внешней и внутренней крепостными стенами. Если враг брал приступом первые ворота, то попадал в ловушку — замкнутое пространство между первыми и вторыми воротами. Наверху стен стояли лучники.
В древних Афинах было четверо городских ворот, расположенных по странам света. На западе — Дипилонские ворота, ведущие из центра города и района Керамик мимо рощи и храма Академа по дороге на Элевсин. Ворота считались священными, поскольку от них начиналась священная дорога в Элевсин.
Построены во времена Ликурга (338 год до н. э.) и разделили Керамик на две части, внутреннюю, где находилась древняя агора и внешнюю с некрополем.
С 1873 года проводятся археологические раскопки в районе афинского некрополя IX—VII в. до н. э. близ Дипилонских ворот. Обнаружены огромные, до 1,75 м в высоту, керамические сосуды, в основном амфоры, украшенные росписью с погребальными сценами и орнаментом геометрического стиля. «Дипилонские амфоры» датируются IX—VIII в. до н. э.. Самые большие ставили на могилы как надгробные памятники или алтари для возлияний. В меньших хранили прах умерших. Начиная с VI века до н. э. ставились надгробные статуи, стелы и плиты, в том числе украшенные живописью и барельефами. В классический и эллинистические периоды некрополь занял территорию Нового Керамика и территорию вдоль Священной дороги в Элевсин, смыкался с некрополем Афин.
Древнегреческие дипилонские (двойные) ворота послужили прообразом для многих сооружений в истории архитектуры. Древние римляне строили двойные портики, например храм двуликого Януса на Римском форуме, а также квадрипортики (quadriporticus) — ворота с четырьмя проездами, обычно на перекрёстках дорог (иногда квадрипортиком называли большую площадь, окружённую со всех четырёх сторон колоннадой). Арка Януса на Бычьем форуме в Риме представляет собой типичный тетрапилон (др.-греч. τετράπυλον, от др.-греч. τετρας — четыре и др.-греч. πυλος, — ворота, вход), называемый также «а́рка квадрифро́нс» (лат. arcus quadrifrons — четырёхпутная арка).
Такие фортификационные сооружения характерны для многих стран античности и средневековья. В странах Западной Европы — барбакан, форбург, цвингер; в архитектуре славян — захаб.
Композиции в виде двойных ворот (арок) часто использовали в архитектуре классицизма и неоклассицизма, в частности, в качестве парковых павильонов или городских парадных сооружений. Например, знаменитая Арка Генерального штаба в Санкт-Петербурге — произведение К. И. Росси — по композиции представляет собой оригинально переосмысленный дипилон.